# Charlie Daniels
Charles Edward Daniels (28 de outubro de 1936 – 6 de julho de 2020) foi um cantor, músico e compositor americano.  Sua música fundia rock, country, blues e jazz, sendo pioneira no Southern rock. Ele era mais conhecido por seu hit country número um "The Devil Went Down to Georgia". Grande parte de sua produção, incluindo todos, exceto um de seus oito singles nas paradas da Billboard Hot 100, foi creditada à Charlie Daniels Band.
Daniels atuou como cantor e músico desde a década de 1950 até sua morte. Ele foi introduzido no Hall da Fama do Cheyenne Frontier Days em 2002,  no Grand Ole Opry em 2008,  no Hall da Fama e Museu dos Músicos em 2009,  e no Hall da Fama da Música Country em 2016. 

## Biografia
Charles Edward Daniels nasceu em 28 de outubro de 1936, em Wilmington, Carolina do Norte, filho de pais adolescentes William e LaRue Daniel.  O “s” no nome de Daniels foi adicionado por engano quando sua certidão de nascimento foi preenchida.  Duas semanas depois de Daniels ter começado a frequentar a escola primária, sua família mudou-se para Valdosta, Geórgia, viajando diariamente entre Valdosta e Elizabethtown, Carolina do Norte, antes de voltar para Wilmington.  Depois de sofrer com o sarampo, Daniels precisaria de óculos para enxergar durante a maior parte de sua vida, o que o levou a ser intimidado por outras crianças em sua escola.  Influenciado pelo gospel pentecostal, grupos locais de música bluegrass e artistas de ritmo e blues que ouvia no rádio,  bem como filmes de faroeste, Daniels começou a escrever e interpretar canções. 

## Carreira

### Carreira como sideman e primeira banda de rock
Já habilidoso no violão, violino, banjo e bandolim, Daniels iniciou sua carreira musical como membro da banda de bluegrass Misty Mountain Boys na década de 1950.   Na década de 1960, Daniels tocava rock and roll.  Daniels formou sua própria banda, os Rockets, que mais tarde mudou seu nome para Jaguars após marcar um single de sucesso com a gravação instrumental "Jaguar".  Depois de descobrir o jazz, os Jaguars começaram a tocar jazz, antes de voltarem ao rock e à música country em 1964.  Durante sua carreira como sideman de rock and roll, Daniels também escreveu canções para outros artistas. Em julho de 1963, o cantor de soul Jerry Jackson gravou a canção "It Hurts Me" de Daniels; no ano seguinte, em 12 de janeiro de 1964, Elvis Presley gravou a gravação mais conhecida da canção de Daniels.  Os créditos de composição listam Charles E. Daniels e Joy Byers como os compositores, embora o marido de Byers, compositor e produtor Bob Johnston, tenha sido o verdadeiro co-escritor de Daniels.  Johnston encorajou Daniels a se mudar para Nashville a fim de conseguir trabalho como músico de sessão, o que levou Daniels a gravar com Bob Dylan em seu álbum de 1969 Nashville Skyline, Ringo Starr em seu álbum de 1970 Beaucoups of Blues e Leonard Cohen em seu álbum de 1971 Songs of Love and Hate, bem como outras sessões com a turnê de 1971 de Dylan e Cohen.   Dylan e Daniels se acharam criativamente revigorantes durante suas gravações juntos, com Dylan dizendo que "quando Charlie estava por perto, algo bom geralmente saía das sessões", e Daniels descrevendo as sessões de gravação com Dylan como "soltas, livres e, mais acima de tudo, divertido".  Daniels também produziu álbuns para The Youngbloods, incluindo o álbum de 1969, Elephant Mountain. 

### Carreira solo e formação da Charlie Daniels Band

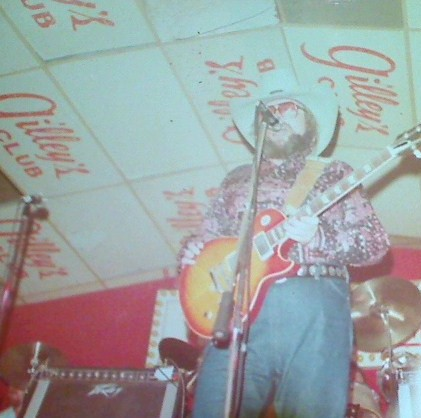
Daniels se apresentando em 1979, ano em que ganhou um Grammy de Melhor Performance Vocal Country por "The Devil Went Down to Georgia".

Daniels lançou seu álbum de estreia autointitulado em 1970, que ajudou a estabelecer as bases para o Southern rock.  Dois anos depois, Daniels formou a Charlie Daniels Band.  Daniels alcançou o Top 10 nas paradas pop da Billboard com "Uneasy Rider", uma canção falante de bluegrass, em 1973.   No ano seguinte, Daniels organizou o primeiro concerto do Volunteer Jam.  No mesmo ano, a Charlie Daniels Band lançou o disco Fire on the Mountain, que vendeu ouro, seguido pelo ainda mais bem-sucedido Nightrider, cujo sucesso foi estimulado pelo single Top 40 "Texas".  Saddle Tramp também vendeu ouro e foi o primeiro lançamento da banda a alcançar o top 10 das paradas country da Billboard. 
Em 1979, a Charlie Daniels Band lançou seu álbum de maior sucesso comercial, Million Mile Reflections, que alcançou o quinto lugar e foi certificado com tripla platina.  Apresentava o single "The Devil Went Down to Georgia", que alcançou a posição N°3 na Billboard Hot 100 em setembro de 1979, e rendeu a Daniels o Grammy de Melhor Performance Vocal Country.  A banda também atraiu um fã importante, o presidente Jimmy Carter, que usou a canção de Daniels "The South's Gonna Do It Again" como tema de campanha de Carter; após a vitória de Carter, a banda se apresentou em sua posse em 1977.   Em 1980, Daniels interpretou a si mesmo no filme Urban Cowboy, estrelado por John Travolta, e como resultado tornou-se intimamente identificado com o renascimento da música country gerado pelo sucesso do filme.  Posteriormente, a combinação do sucesso da música mais country e o declínio na popularidade do Southern rock levaram Daniels a mudar o foco em seu som do rock para a música country.  Depois do certificado de platina Full Moon (1980) e do certificado de ouro Windows (1982), Daniels não teria outro álbum de sucesso até o lançamento de 1989 Simple Man, que rendeu a Daniels outro álbum de ouro,  embora a faixa-título tenha gerado polêmica, já que foi interpretado por alguns como uma defesa do vigilantismo,  devido a letras como "Basta levar esses patifes [estupradores, assassinos, abusadores de crianças] para o pântano/Coloque-os de joelhos e amarre-os a um toco/Deixe-os as cascavéis, os insetos e os crocodilos fazem o resto", o que atraiu considerável atenção da mídia para Daniels e visitas a talk shows. 

### Carreira posterior
Na década de 1990, os álbuns de Daniels falharam nas paradas, embora ele continuasse a atrair o público como concertista até o século XXI.  Em 1995, Daniels lançou o primeiro de três álbuns cristãos pela Sparrow Records, The Door.  Em 1999, Daniels foi incluído no Hall da Fama da Música da Carolina do Norte. 
O século XXI viu Daniels, que já havia gravado para grandes gravadoras, gravando predominantemente para gravadoras independentes.  Em 2001, Daniels recebeu considerável atenção por sua canção "This Ain't No Rag, It's a Flag", lançada em novembro de 2001, que foi escrita em resposta aos ataques terroristas de 11 de setembro daquele ano. Daniels então lançou um livro intitulado Ain't No Rag.  Songs from the Longleaf Pines (2005) marcou o primeiro álbum totalmente bluegrass e gospel de Daniels,  e iniciou uma associação com a Koch Records, que começou a lançar uma série de álbuns de Daniels que incluía álbuns de férias, álbuns ao vivo e compilações temáticas. 
Em 18 de outubro de 2005, Daniels foi homenageado como Ícone BMI no 53º BMI Country Awards anual.  No ano seguinte, Daniels tocou na banda de apoio na sequência de abertura de Hank Williams Jr. para Monday Night Football.  Em novembro de 2007, Daniels foi convidado a se tornar membro do Grand Ole Opry.  Ele foi empossado durante a edição de 19 de janeiro de 2008 do Opry.  Em 2009, Daniels tocou violino em um comercial da GEICO. 
Em 2016, Daniels lançou Night Hawks, um álbum de música western swing.  Em outubro daquele ano, Daniels tornou-se membro do Country Music Hall of Fame.  Em março de 2017, a HarperCollins anunciou que o livro de memórias de Daniels, Never Look at the Empty Seats, seria lançado em 24 de outubro de 2017.  No final da década de 2010, Daniels, o baterista James Stroud, o guitarrista Billy Crain e o baixista Charlie Hayward formaram uma nova banda, Beau Weevils, que estreou no álbum de 2018 Songs in the Key of E, que Daniels descreveu como sendo um estilo "caseiro", swamp rock encontra o funk com um gostinho do estilo delta blues.   Em 28 de setembro de 2018, Daniels recebeu o MMP Music Award e foi incluído no MMP Global Entertainment Hall of Fame em Biloxi, MS.  Em 6 de novembro de 2018, Daniels lançou um livro de citações e histórias inspiradoras diárias intitulado Vamos todos fazer o dia valer: a sabedoria cotidiana de Charlie Daniels por meio do selo Thomas Nelson da HarperCollins. 

## Estilo musical

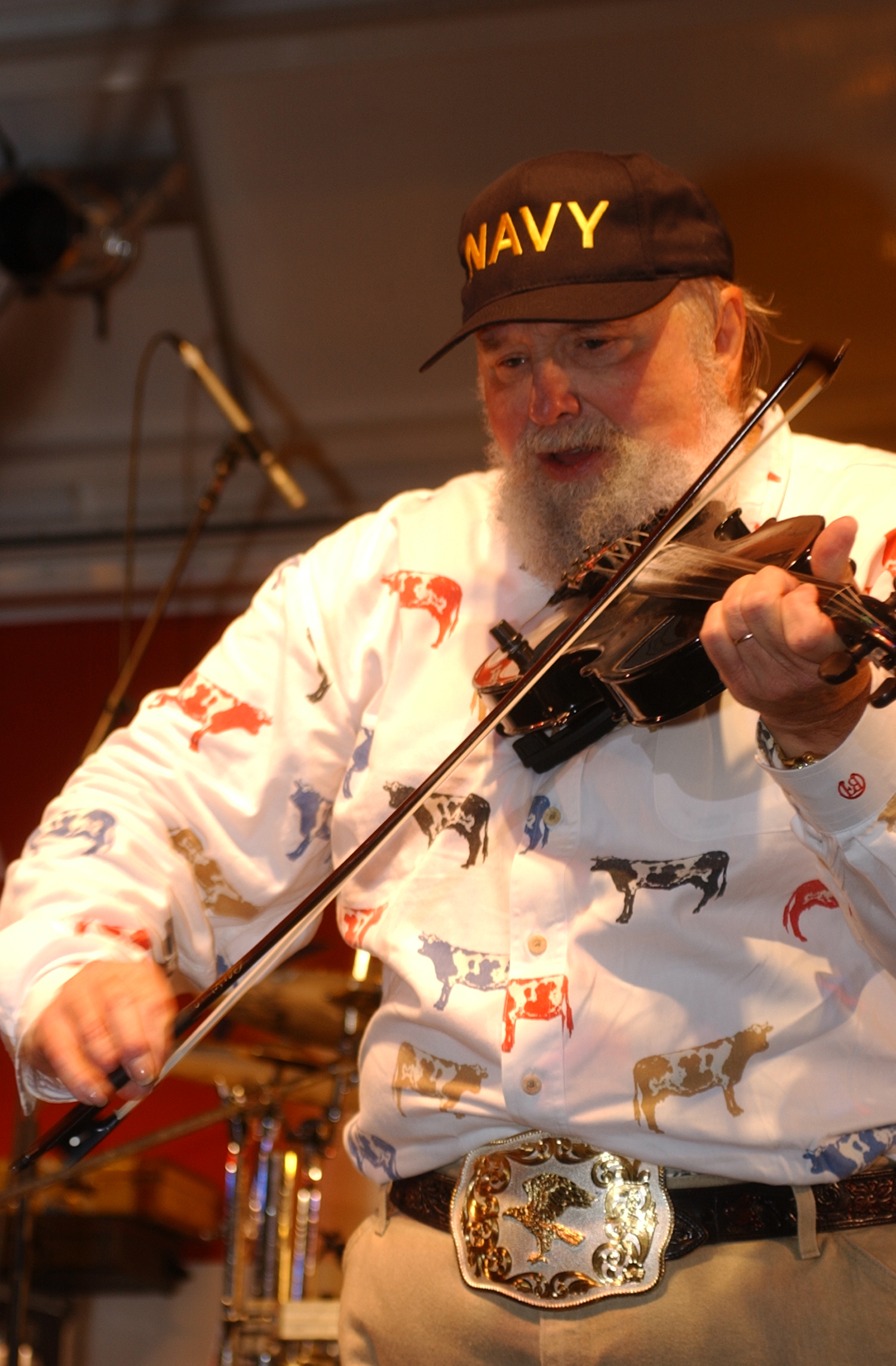
Daniels se apresentando na Estação Naval dos EUA nos Grandes Lagos, 11 de setembro de 2003.

Stephen Thomas Erlewine disse que o álbum de estreia autointitulado de Charlie Daniels, lançado em 1970, foi uma gravação fundamental no desenvolvimento do gênero Southern rock, "porque aponta o caminho para como o gênero poderia e iria soar, e como a música country poderia manter seu espírito caipira e balançar como uma mãe."  Erlewine descreveu Daniels como "um rebelde caipira, que não se enquadra nem no country nem no rock & roll [...] mas, em retrospecto, ele soa como um visionário, apontando o caminho para o futuro quando os roqueiros do sul não viam dividindo as linhas entre rock, country e blues, e só via tudo isso como filhos do sul."  A Charlie Daniels Band fundiu rock, country, blues e jazz; Erlewine descreveu o som da banda como "uma mistura distintamente sulista", que enfatizava a improvisação em sua instrumentação,  que foi auxiliada pela banda utilizando dois guitarristas e dois bateristas.  The New York Times disse que a música de Daniels incorporou elementos de country, blues, bluegrass, rock e western swing. 
Após o sucesso de "The Devil Went Down to Georgia", um single que Erlewine descreveu como uma "fusão country- disco estrondosa",  Daniels mudou seu som do rock para a música country. Nas gravações de rock e country de Daniels, Daniels "ajudou a moldar o som do country rock".  Em 1977, a Billboard identificou a Charlie Daniels Band como grandes artistas do country progressivo.  O rapper Cowboy Troy disse que a entrega vocal de Charlie Daniels e Jerry Reed "era chamada de recitações naquela época, mas se você ouvisse agora, provavelmente chamaria de rap".  A Rolling Stone descreveu "The Devil Went Down to Georgia" como um dos primeiros exemplos de country rap.  Quanto ao seu estilo musical, Daniels disse “Nunca pretendi ser country”; Daniels descreveu seu estilo como "música americana", dizendo que a Charlie Daniels Band tocava "algumas de todas as músicas que surgiram na América", especialmente country, bluegrass, rock, gospel e jazz.  Daniels também disse: "Eu me recuso a ser categorizado porque acho que isso coloca uma venda em você."  A guitarra de Daniels foi definida como tendo um "som espesso e amanteigado", que ele conseguiu amarrando suas guitarras Les Paul com cordas Gibson calibre .10 e amplificando-as através de um gabinete Marshall. 

## Opiniões

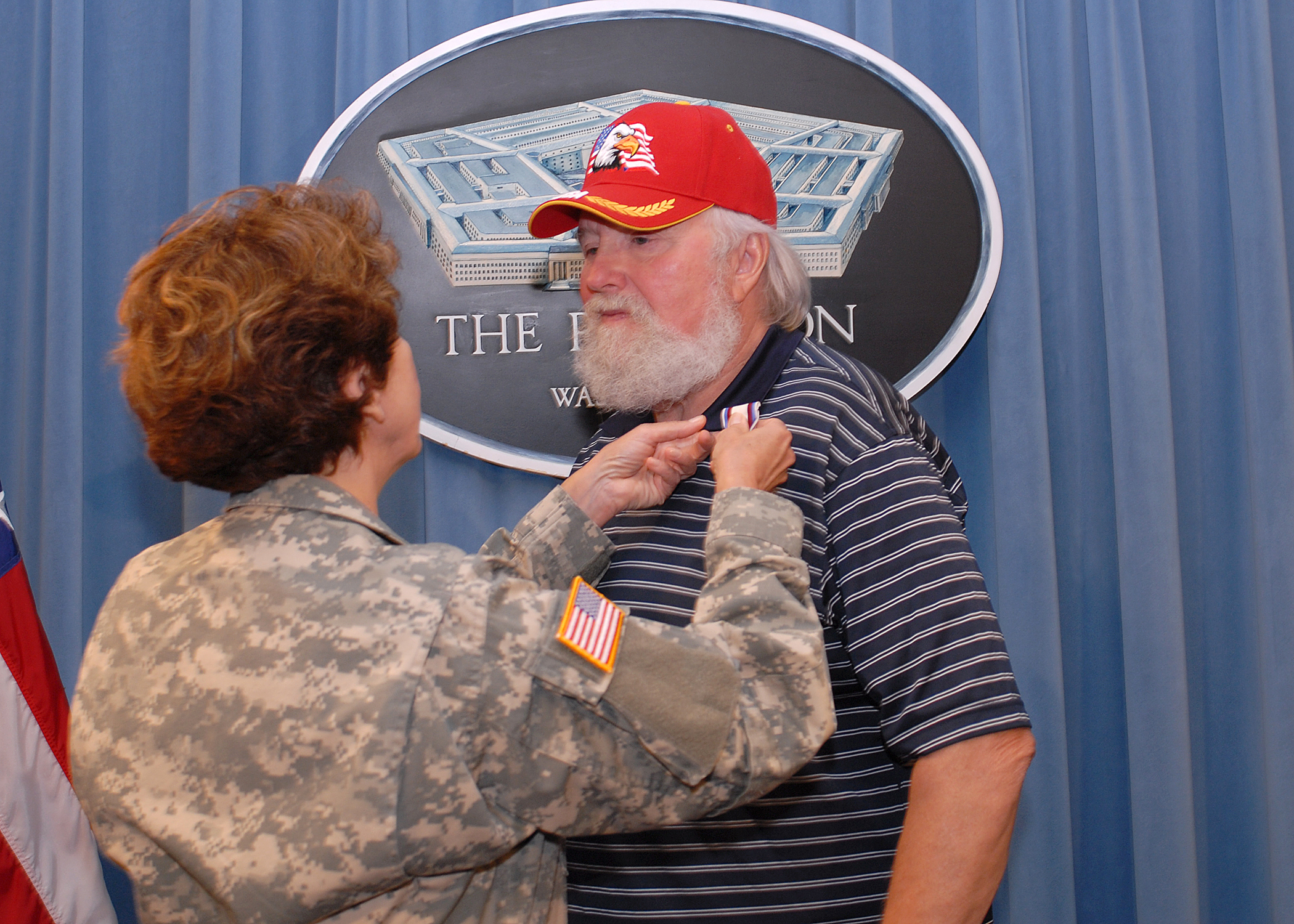
Daniels sendo presenteado com a "Medalha do Secretário de Defesa por Excelente Serviço Público" durante uma visita ao Pentágono em 2007.

Daniels não apoiou nenhum candidato político e recusou-se a expressar opiniões políticas em seus concertos.   Com relação às suas opiniões, Daniels disse: "Não me considero político. Posso entender por que as pessoas diriam que o que escrevo é político. Não é. São apenas meus sentimentos. É bom senso para mim como cidadão americano, o que não é apenas é nosso direito, mas é nosso dever, na verdade, expressar nossa opinião, pelo menos na cabine de votação. Eu não faço isso no palco. Não pago um bom dinheiro para ouvir alguém falar sobre sua política política. crenças. Simplesmente não faz parte do meu programa. Isso se limita à parte privada da minha vida, que considero meus seguidores no Twitter e [entrevistas]".  No entanto, em 1976, Daniels se apresentou em eventos de arrecadação de fundos para a campanha presidencial de Jimmy Carter e em sua posse em janeiro do ano seguinte; Daniels também apoiou inicialmente a legalização da maconha.   Na década seguinte, porém, Daniels expressou opiniões que muitos consideravam de direita e conservadoras.    De acordo com o escritor da Forbes, Seth Cohen, Daniels "frequentemente capturou as frustrações reprimidas de muitos americanos que sentiam que um quadro de políticos e ativistas da" elite costeira "estava afastando o país de alguns de seus valores fundamentais".  De acordo com a Rolling Stone, Daniels tinha "muito em comum com moderados e liberais que apoiavam Bernie Sanders, expressando repulsa pelo impasse de Washington e uma crença fervorosa nos limites de mandato para as pessoas no Congresso, para que novas ideias continuem surgindo". Daniels também apoiou “a ideia de que alguém pode criticar a tomada de decisão do presidente e não ser chamado de antiamericano”. 
Daniels era um cristão sincero.  Sobre a remoção de monumentos e memoriais confederados, Daniels disse: "Se derrubá-los fizesse algum bem, eu seria totalmente a favor. Mas não vejo onde isso adiantará."  Daniels também disse que "quando prestamos atenção ao politicamente correto e a coisas que realmente não significam nada, estamos desperdiçando tempo, energia e capital político por não conseguirmos fazer algo significativo. Passamos tempo perseguindo arco-íris."  Em 2013, após os ataques com armas químicas de Bashar al-Assad e a resposta militar dos Estados Unidos, Daniels escreveu: "Estas e outras questões precisam de ser respondidas antes de qualquer tipo de acção, bilateral ou unilateral, ser tomada. Caso contrário, iremos estarei de volta à mesma velha panela fervente do Oriente Médio novamente e acho que todos, pombas e falcões, já estão fartos disso."  Após o ataque militar do presidente Donald Trump, em 7 de abril de 2017, contra alvos na Síria, em retaliação ao envio adicional de armas químicas, Daniels tuitou: "O mundo mudou ontem, a América não será mais vista como um tigre encolhido e desdentado."  Em 2019, Daniels criticou o governador de Nova York, Andrew Cuomo, por assinar a Lei de Saúde Reprodutiva, que legalizou o aborto até o nascimento em algumas circunstâncias, twittando "Veja as rugas no rosto de Cuomo se alongarem à medida que as ramificações dos milhares de assassinatos que ele sancionou vêm para influenciá-lo. A legislatura de Nova York criou um novo Auschwitz dedicado à execução de todo um segmento de cidadãos indefesos. Satanás está sorrindo." 

## Vida pessoal e morte
Daniels casou-se com Hazel Juanita Alexander em 20 de setembro de 1964. Eles tiveram um filho, Charles Edward Daniels Jr.  Um ávido fã de esportes da Universidade do Tennessee,  Daniels gostava de caçar, pescar, andar de snowmobile e outras atividades ao ar livre. Ele era membro da National Rifle Association of America (NRA) e atuou em seus vídeos.  
Daniels sofreu uma lesão grave no braço em 30 de janeiro de 1980, enquanto cavava buracos para postes de cerca em sua fazenda perto de Mount Juliet. Ele sofreu três fraturas completas no braço direito e dois dedos quebrados quando a manga da camisa ficou presa em uma broca giratória. A lesão exigiu cirurgia e o deixou afastado dos gramados por quatro meses.  
Daniels foi tratado com sucesso para câncer de próstata em 2001.  Em 15 de janeiro de 2010, Daniels foi levado às pressas para o hospital após sofrer um derrame enquanto andava de snowmobile no Colorado. Ele foi libertado dois dias depois.  Durante uma consulta médica em 25 de março de 2013, Daniels foi diagnosticado com um caso leve de pneumonia e internado em um hospital de Nashville para uma série de exames de rotina. Os testes revelaram que era necessário um marca-passo para regular sua frequência cardíaca. Um foi internado em 28 de março e Daniels recebeu alta do hospital em poucos dias. 
Daniels morreu em 6 de julho de 2020, aos 83 anos, de acidente vascular cerebral hemorrágico no Summit Medical Center em Hermitage, Tennessee. 

## Filmografia
| Título                                              | Ano  | Tipo           | Papel                        | Ref.   |
| --------------------------------------------------- | ---- | -------------- | ---------------------------- | ------ |
| Heartworn Highways                                  | 1976 | Documentário   | Ele mesmo                    | [ 74 ] |
| The Midnight Special                                | 1979 | Programa de TV | Ele mesmo (Músico convidado) |        |
| Murder in Music City aka The County Western Murders | 1979 | Telefilme      | Ele mesmo                    | [ 75 ] |
| Urban Cowboy                                        | 1980 | Filme          | Ele mesmo                    | [ 74 ] |
| Saturday Night Live                                 | 1982 | Programa de TV | Ele mesmo (Músico convidado) | [ 76 ] |
| The Fall Guy                                        | 1983 | Série de TV    | Ele mesmo                    | [ 77 ] |
| The Lone Star Kid                                   | 1985 | Telefilme      | Vernon Matthews              | [ 75 ] |
| Murder, She Wrote                                   | 1987 | Série de TV    | Stoney Carmichael            | [ 74 ] |
| Charlie Daniels' Talent Roundup                     | 1994 | Programa de TV | Ele mesmo                    | [ 78 ] |
| King of the Hill                                    | 2000 | Série animada  | Ele mesmo (2 episódios)      | [ 74 ] |
| 18 Wheels of Justice                                | 2000 | Série de TV    | Frank Schooler               | [ 79 ] |
| The Legend Lives On: A Tribute to Bill Monroe       | 2003 | DVD            | Ele mesmo                    | [ 80 ] |
| Fox NFL Sunday - Super Bowl XXXIX Pregame Show      | 2005 | Programa de TV | Ele mesmo                    | [ 81 ] |
| Veggietales                                         | 2005 | Série animada  | Ele mesmo (Músico convidado) | [ 82 ] |
| Dinner: Impossible                                  | 2008 | Programa de TV | Ele mesmo                    | [ 83 ] |
| Poliwood                                            | 2009 | Documentário   | Ele mesmo                    | [ 75 ] |
| A Twin Pines Christmas                              | 2009 | Especial de TV | Ele mesmo                    | [ 84 ] |
| Sweet Home Alabama: The Southern Rock Saga          | 2012 | Telefilme      | Ele mesmo                    | [ 85 ] |
| Iron Will: Veterans Battle With PTSD                | 2016 | Documentário   | Ele mesmo                    | [ 86 ] |
| Floating Horses: The Life of Casey Tibbs            | 2017 | Documentário   | Ele mesmo                    | [ 87 ] |
| Country Music                                       | 2019 | Minissérie     | Ele mesmo                    | [ 88 ] |

## Discografia
- Charlie Daniels (1970)
- Te John, Grease, & Wolfman (1972)
- Honey in the Rock (1973)
- Way Down Yonder (1974)
- Fire on the Mountain (1974)

- Nightrider (1975)
- Saddle Tramp (1976)
- High Lonesome (1976)
- Midnight Wind (1977)
- Million Mile Reflections (1979)

- Full Moon (1980)
- Windows (1982)
- Me and the Boys (1985)
- Powder Keg (1987)
- Homesick Heroes (1988)
- Simple Man (1989)
- Renegade (1991)
- America, I Believe in You (1993)
- The Door (1994)
- Same Ol' Me (1995)
- Steel Witness (1996)
- Blues Hat (1997)
- By the Light of the Moon (1997)
- Tailgate Party (1999)
- Road Dogs (2000)
- How Sweet the Sound: 25 Favorite Hymns and Gospel Greats (2002)
- Redneck Fiddlin' Man (2002)
- Songs from the Longleaf Pines (2005)
- Deuces (2007)

- Off the Grid: Doin' It Dylan (2014)
- Night Hawk (2016)